# Hans Diebow
Hans Diebow (* 24. Juni 1896 in Oschersleben; † 20. Dezember 1975 in Stuttgart) (Pseudonyme: Hans Pars, Totila) war ein deutscher Journalist und Schriftsteller.

## Leben und Wirken
Diebow nahm wahrscheinlich ab 1914, spätestens aber ab 1915, als Freiwilliger am Ersten Weltkrieg teil. Nach dem Krieg studierte er in Erlangen, wo er 1923 mit einer Arbeit über Archäologische Studien über die Nacktheit des Weibes in der griechischen Kunst zum Dr. phil. promoviert wurde.
Nach dem Abschluss seiner Studien schlug Diebow die journalistische Laufbahn ein. Schon damals stand er der antisemitischen völkischen Bewegung nahe und publizierte 1924 das Buch Die Rassenfrage. Bis 1928 arbeitete er als verantwortlicher Redakteur für das in Berlin-Friedenau erschienene Deutsche Witzblatt, eine „völkische“ Sonntagspublikation von Richard Kunze. 1931 wurde er als Redakteur des Illustrierten Beobachters erwähnt. Später stieß er zu einem ungeklärten Zeitpunkt zur Redaktion des Völkischen Beobachters, dessen Chefredaktion er schließlich übernahm. Ferner war Diebow Mitglied des Fachausschusses „Bildberichterstatter“ des Reichsverbandes der Deutschen Presse und Mitarbeiter der Zeitung Neues Volk.
Seit den 1920er Jahren veröffentlichte Diebow eine Reihe von Sachbüchern. Schwerpunktmäßig verfasste er Biographien zu Persönlichkeiten wie Benito Mussolini, Adolf Hitler und Gregor Strasser einerseits und – insbesondere seit Mitte der 1930er Jahre – antisemitische „Aufklärungsschriften“ über das Judentum andererseits. Charakteristisch für die meisten dieser Werke war eine reiche Bebilderung. In seiner Hitlerbiographie von 1931 begründete Diebow diese Arbeitsweise mit einem Hitler-Wort aus Mein Kampf, dem zufolge das Wort dem Bild untertan sein müsse.
1937 steuerte Diebow die Begleitbroschüre für die am 8. November 1937 in München eröffnete antisemitische Ausstellung Der ewige Jude bei. Die Broschüre diente später als Grundlage für den Propagandafilm Der ewige Jude von 1940. 1941 legte Diebow einen ähnlichen Band nach, in dem er den deutschen Leser über die Pläne des „amerikanischen Judentums“ sowie seinen Einfluss auf die amerikanische Politik und Finanzwelt „informierte“.
Beide Schriften waren seinerzeit weit verbreitet. Nicht zuletzt wurden sie auch im Ausland und von jüdischen Kreisen rezipiert. Zu den bekannten Juden, die sich mit Diebows Bildband über den „ewigen Juden“ auseinandersetzten, gehörten unter anderem Theodor W. Adorno und Veza Canetti, die das Buch auf ihre Flucht aus Deutschland mitnahm.
Nach 1945 veröffentlichte Diebow noch mindestens zwei Bücher unter einem Pseudonym.
Nach Kriegsende wurden Diebows Schriften Charakterköpfe des deutschen Reichstags. Zeichnungen (Arbeitszentrale für völkische Aufklärung, Berlin 1924), Mussolini (zusammen mit Kurt Goeltzer, Verlag Tradition, Berlin 1931), Hitler. Eine Biographie in 134 Bildern (zusammen mit Goeltzer, Verlag Tradition, Berlin 1932), Der ewige Jude (Eher, München-Berlin 1938) und Die Juden in USA (Eher, Berlin 1939) in der Sowjetischen Besatzungszone auf die Liste der auszusondernden Literatur gesetzt. In der Deutschen Demokratischen Republik folgten auf diese Liste noch Die Rassenfrage (Arbeitszentrale für Völkische Sprechabende, Berlin-Lichterfelde 1924) und Gregor Straßer und der Nationalsozialismus (Tell-Verlag, Berlin 1932).

## Inhalt von Diebows Schriften
Inhaltlich waren die meisten von Diebows Werken von einer stark tendenziösen Herangehensweise an ihr Thema geprägt: Ausgehend von Diebows nationalistischer Grundeinstellung – die Jahresberichte für deutsche Geschichte nannten ihn schon 1932 einen „völkischen Schriftsteller“ – waren die meisten seiner Schriften unter den Vorzeichen ebendieser Anschauung geschrieben. Für seine Biographien kann wohl gelten, dass sie – wie Kratzenberg Diebows Strasser-Biographie attestiert – von einer „apologetischen“, kritische Distanz zu ihrem Objekt vermissen lassenden Einstellung geprägt waren.
Der Charakter der Diebow'schen Schriften über das Judentum als zu Propagandazwecken niedergeschriebene, zutiefst antisemitische Diffamierungswerke, kann als Tatsache angesehen werden. Henschel charakterisiert das Werk über das amerikanische Judentum denn auch als „venomous“ (etwa: in gifttriefender Weise hetzerisch) Methodisch fällt an Diebows Judenbüchern vor allem die Methode der visuellen Verunglimpfung auf: So stellt er in seinem Buch von 1941 eine unvorteilhafte Photographie des angeblich jüdischen New Yorker Bürgermeisters Fiorello LaGuardia  neben die Aufnahme eines grimassierenden Affen. Fotografien von mit Gold, Perlen und Seide behängten amerikanischen Jüdinnen am Speisetisch werden mit einem Kommentar über „das Land wo Milch und Honig fließt“ versehen, um so das im Kopf des Lesers prefigurierte Klischee vom „reichen Juden“ abzurufen. Offe sieht Diebows Bildmontagen dabei, etwa im Vergleich zu John Heartfield, als „unbeholfen“ an. Ferner ist festzustellen, dass Diebow in beiden Büchern – anscheinend gezielt – Fakten verdreht, um Juden als Gruppe in ein schlechtes Licht zu rücken: Beispiele hierfür sind, dass er prominente nicht-jüdische amerikanische Wirtschaftsführer wie Charles M. Schwab zu Juden erklärt, um so den Umstand der von ihm behaupteten „Verjudung“ der amerikanischen Wirtschaft glaubhaft machen zu können. Ferner legt er Juden falsche Zitate in den Mund, so Nathan Frankfurter, die Forderung nach einer „Ausrottung des deutschen Volkes“.

## Schriften

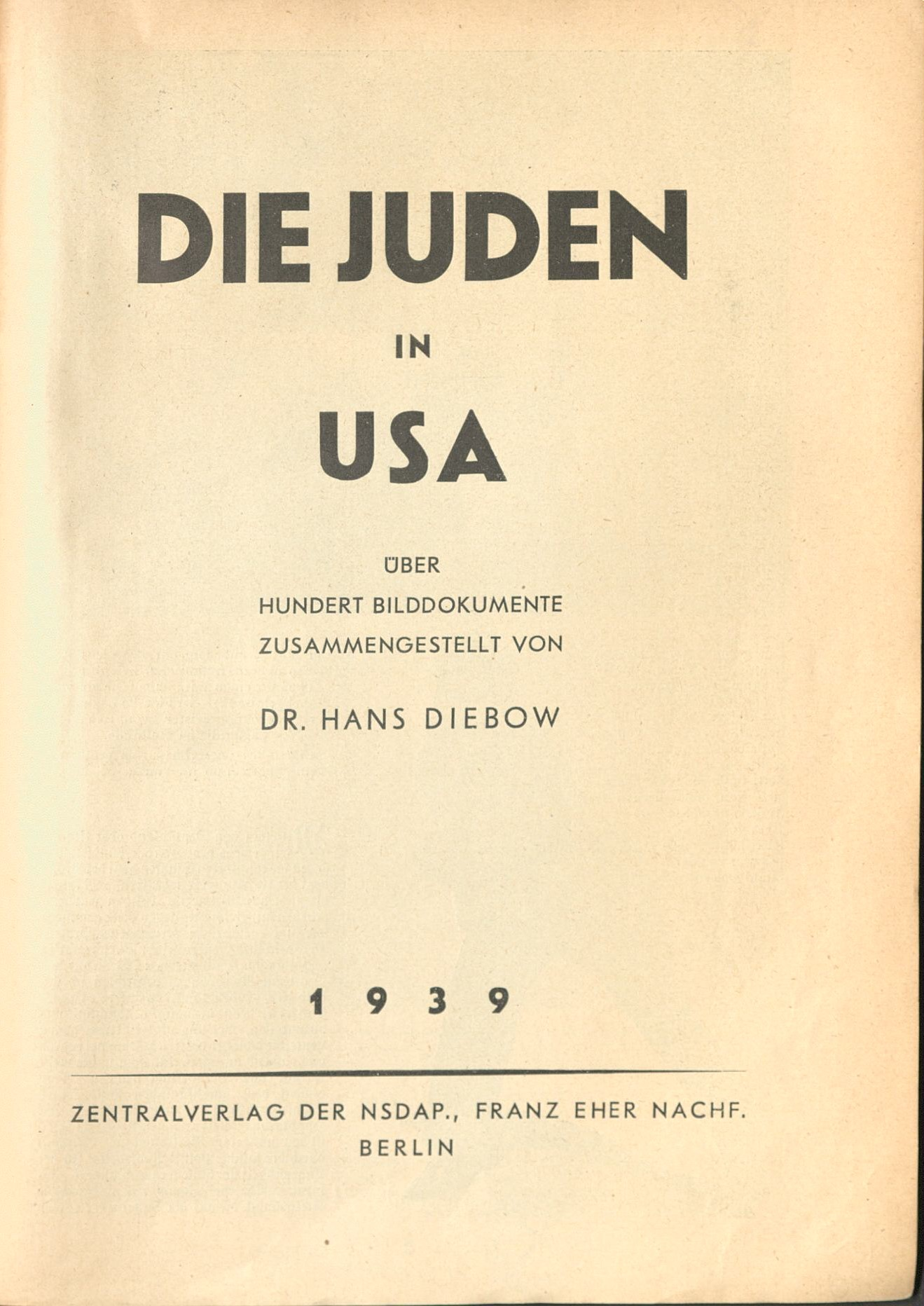
Die Juden in USA (1939)

- Archäologische Studien über die Nacktheit des Weibes in der griechischen Kunst, Erlangen, 1923; 2. Auflage  1924 (Dissertation).
- Charakterköpfe des deutschen Reichstags. Arbeitszentrale f. völkische Aufklärung, Berlin, 1924 (unter dem Pseudonym Totila).
- Die Rassenfrage. Rassenkunde, Vererbungslehre und Rassenhygiene, Arbeitszentrale für Völkische Sprechabende, Berlin-Lichterfelde, 1924.
- Die rosenrote Brille. Ein Lichtbilderbuch für Kinder, Verlag Tradition, Berlin, 1931 (zusammen mit Kurt Goeltzer).
- Mussolini. Eine Biographie in 110 Bildern, Verlag Tradition, Berlin, 1931 (zusammen mit Kurt Goeltzer).
- Hitler. Eine Biographie in 134 Bildern. Kolk, Berlin 1931; 2. Auflage 1932 (zusammen mit Kurt Goeltzer).
- Gregor Strasser und der Nationalsozialismus, Tell, Berlin 1932/1933.
- Der ewige Jude. 265 Bilddokumente Eher, München, 1937; 2. Auflage 1938.
- Die Juden in USA. Über hundert Bilddokumente, Eher, Berlin, 1941; 2. Auflage als Der Jude in USA, 1942; 3. Auflage als Die Juden in USA. Über hundert Bilddokumente zusammengestellt, 1943.
- Göttlich aber war Kreta. Das Erlebnis der Ausgrabungen, Walter-Verlag, Olten, 1957 (unter dem Pseudonym Hans Pars).
- Noch leuchten die Bilder. Schicksale und Abenteuer von Meisterwerken der Kunst, 1953; Holsten-Verlag, Hamburg, 1964 (zusammen mit Hans Schwarz van Berk unter dem Pseudonym Hans H. Pars).